# Kisgyörgy Réka
Kisgyörgy Réka, álneve: Szentgyörgyi Mária (Barót, 1967. november 8. –) romániai magyar író, újságíró, Kisgyörgy Zoltán geológus leánya.

## Életútja
Sepsiszentgyörgyön a Matematika–Fizika Líceumban érettségizett (1986). A Babeș–Bolyai Tudományegyetemen magyar nyelv és irodalom szakon tanári diplomát szerzett. 1990-től a Romániai Magyar Szó kolozsvári munkatársa.
Első írásával az Utunkban jelentkezett (1987), itt s a Korunk, Igaz Szó, Echinox hasábjain jelentek meg esszéi, ismertetései. Az Utunkban sorozatosan közölt novellái (1987–88) kiváltották a kritika érdeklődését. „Novelláiban regényrészletek?” – kérdezte Szász János. A szemléletesség nem a cselekmény, hanem egy életérzés alakulásához fest hátteret: egy tűnődő, tétova, titkokat finom ujjakkal bogozó, a világot betéve ismerő, hol keserűen, hol élvezettel fölismerő érzékenység veszi minduntalan számba a lét első és végső kérdéseit." 1992-ben Látó-nívódíjban részesült.
Angyalok kenyere című elbeszéléskötete 1993-ban jelent meg, Marosvásárhelyen dedikálta első alkalommal a Látó 1994-es díjkiosztó ünnepségén.
1992-ben az Éneklő Borz című hangos folyóirat egyik alapítója Jakabffy Tamás, Kovács András Ferenc, Láng Zsolt, Salat Levente, Visky András társaságában. Számos, magyarok által (is) lakott településen sikerrel szerepeltek.
Az 1989-es rendszerváltást követő politikai, egyházi, nemzetiségi, kulturális eseményekről számolt be, riportokat készített jeles emberekkel, Székely Árpáddal (1993); Vincze Gábor történésszel (1996); Ioan Lăcătuşsal, a kolozsvári Nemzeti Múzeum kirendeltjével (1996); Mózes Árpáddal, az Erdélyi Zsinatpresbiteri Evangélikus Egyház püspökével (1998); Bartha Zoltánnal, a kolozsvári Tinivár Könyv- és Lapkiadó vezetőjével (1998); Cserey Zoltán történész-kutatóval, muzeológussal (199); Szőcs István íróval, irodalomkritikussal (1999); Szilágyi Júlia íróval, irodalomkritikussal (1999); Kozma Mária írónővel, kiadóvezetővel (2001). A 2005-ben megszűnt Romániai Magyar Szó után az utódlap Új Magyar Szónál folytatta újságírói tevékenységét.
A Reményik Sándor Emlékkönyvben Kisgyörgy Réka által gyűjtött versek jelentek meg (1999, ESZC). A Látó-nívódíjas szerzők A hibátlanság vágya című antológiájában prózaírással szerepelt (2010).

## Művei
- Angyalok kenyere. Novellák; Polis, Kolozsvár, 1993
- Húsvéti olvasókönyv; összeáll., szerk. Kisgyörgy Réka; Kolozsvári Evangélikus Püspökség–Erdélyi Híradó, Kolozsvár, 1998
- Reményik Sándor emlékkönyv; összegyűjt., szöveggond. Kisgyörgy Réka; Erdélyi Szépmíves Céh, Kolozsvár, 1998